# Simira longifolia
Simira longifolia là một loài thực vật có hoa trong họ Thiến thảo. Loài này được (Willd.) Bremek. miêu tả khoa học đầu tiên năm 1954.